# Papat Limpad

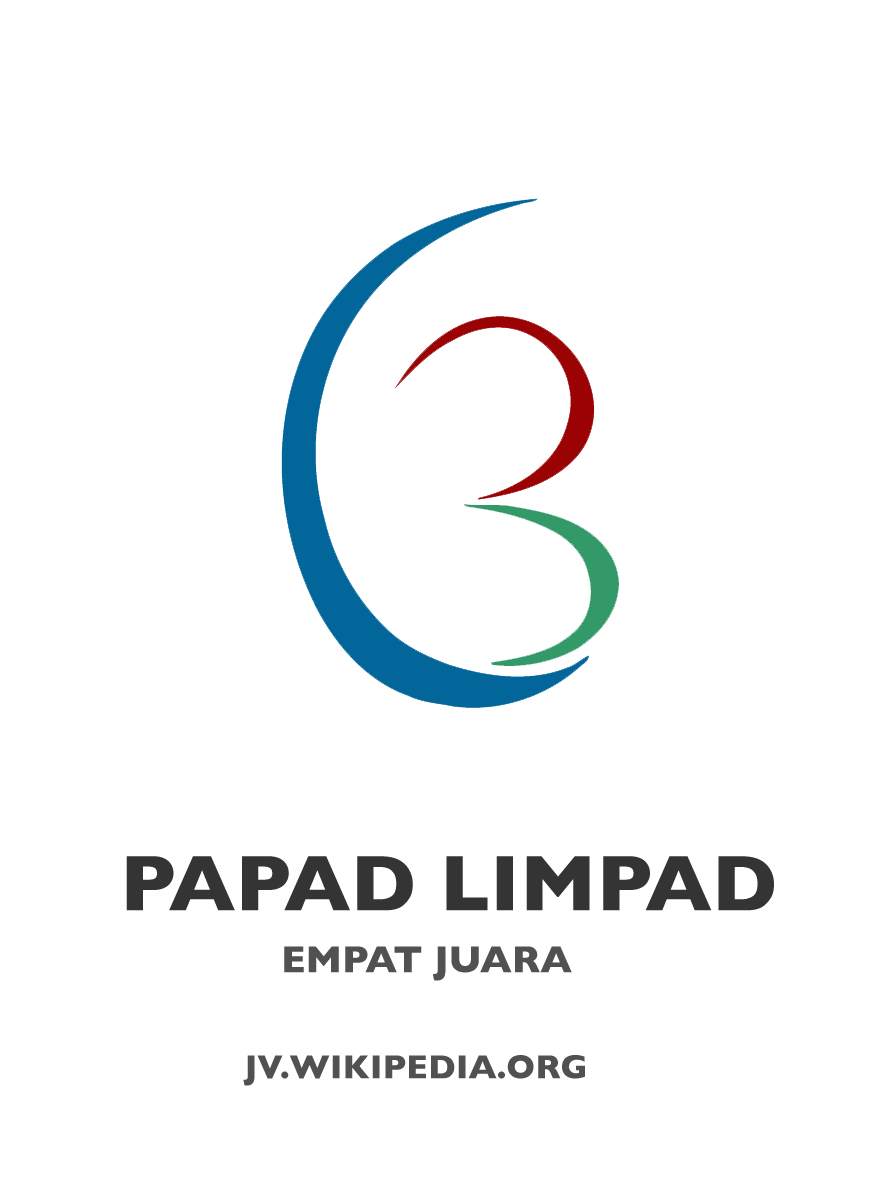
Papat Limpad cuộc thi Wikipedia tiếng Java

Papat Limpad (tiếng Anh: Four Champions) là cuộc thi viết kéo dài bảy tháng trên Wikipedia tiếng Java. Mục đích của cuộc thi này là để hồi sinh Wikipedia tiếng Java "hầu như không còn sống. Wikipedia tiếng Java khởi tạo vào tháng 1 năm 2003, bắt đầu có nhiều người đóng góp thường xuyên hơn vào giữa năm 2006 và bắt đầu chứng kiến kỷ nguyên hoàng kim của nó trong bảy năm vào năm 2008. Tuy vậy, hoạt động này đã sụt giảm và trở lại tình trạng năm 2006, chỉ với 2 trên 1 cộng tác viên thường xuyên trong hai năm qua. Wikipedia tiếng Java xếp hạng 71 về số trang được 1,2 triệu người xem mỗi tháng. Wikimedia Indonesia tin rằng rằng Wikipedia tiếng Java có tiềm năng phát triển chưa được khai thác và cơ sở biên tập viên tiềm năng chưa được khai thác cần đạt được.